# Lammwolle
Als Lammwolle bezeichnet man die Wolle eines Lammes innerhalb seiner ersten sechs bis zwölf Lebensmonate, da hier erst die benötigte Länge des Langstapels erreicht wird, welche sich günstig zur weiteren Verarbeitung nutzen lässt. Diese stammt von der ersten Schur. Normalerweise wird frühestens am Anfang eines Sommers geschoren, da freilebende Schafe sonst im Winter unter der Kälte leiden würden. Sie wird meist für Strickwaren aus Streichgarnen benutzt.

## Eigenschaften
Da die Lammwolle von der allerersten Schur eines Schafes gewonnen wird, ist sie besonders weich und fein (Faserfeinheit rund 20–27 µm), wodurch sie auf der Haut so gut wie kein Kratzen verursachen kann. Lammwolle ist unter dem Mikroskop durch das Vorhandensein der abgerundeten Haarspitzen zu erkennen. Jedoch ist sie verglichen mit der Wolle von älteren Schafen nicht so beständig oder fest.